# همدلی مصنوعی
همدلی مصنوعی توسعه سیستم‌های هوش مصنوعی، مانند ربات همراه است، که قادر به تشخیص و پاسخگویی به احساسات انسانی است. به گفته دانشمندان، اگر چه این تکنولوژی توسط بسیاری ترسناک یا تهدیدآمیز دانسته می‌شود، می‌تواند مزایای قابل توجهی نسبت به انسان‌ها در مشاغلی داشته باشد که به‌طور سنتی نیاز به ابراز احساسات دارند، مانند بخش مراقبت‌های بهداشتی. برای مثال از دیدگاه شخص مراقبت‌کننده، انجام کارهای عاطفی بیشتر از نیاز شغل، اغلب باعث استرس مزمن یا فرسودگی شغلی می‌شود و احساس عدم حساسیت عاطفی نسبت به بیماران را ایجاد می‌کند. با این حال استدلال می‌شود که نقش عاطفی بین مراقبت‌گیرنده و روبات می‌تواند نتیجه ای بهتر، از لحاظ ایجاد شرایط ترس و نگرانی کمتر شخص نسبت به سلامت خودش داشته باشد. جمله‌ای که این مثال را بهتر نشان دهد این است که: «اگر فقط یک روبات را مسئول مراقبت از من گذاشته‌اند مشکل آنقدرها هم بحرانی نیست». محققان نتیجه این تکنولوژی را از دو دیدگاه متفاوت مورد بررسی قرار می‌دهند. یکی اینکه همدلی مصنوعی می‌تواند به اجتماعی شدن مراقبت‌کننده‌ها کمک کند یا یا اینکه به عنوان مدلی از وابستگی احساسی مورد مطالعه قرار گیرد.

## زمینه‌های تحقیق
انواع سوالات فلسفی، نظری و کاربردی مربوط به همدلی مصنوعی وجود دارد. برای مثال:
- چه شرایطی لازم است تا یک روبات به درستی به یک احساس انسانی پاسخ دهد؟
- کدام مدل‌های همدلی می‌توانند یا باید به ساخت روبات‌های اجتماعی و کمک‌کننده اعمال شوند؟
- آیا تعامل انسان با روبات‌ها باید تقلیدی از تعامل بین انسان‌ها باشد؟
- آیا یک روبات می‌تواند به علم کمک کند تا رشد عاطفی انسان‌ها را مورد بررسی قرار دهد؟
- چه روابطی با روبات‌ها می‌توانند واقعی تلقی شوند؟[۴]

## همدلی مصنوعی و خدمات انسانی
اگر چه هوش مصنوعی هنوز جایگزین مددکاران اجتماعی نشده‌است، توانسته تکان‌هایی را در این زمینه ایجاد کند. نشریه Social Work Today مقاله‌ای را دربارهٔ پژوهشی که در دانشگاه ایالتی فلوریدا انجام گرفته منتشر کرد. این تحقیق شامل استفاده از الگوریتمهای کامپیوتری برای تجزیه و تحلیل پرونده‌های سلامتی و تشخیص ترکیبی از فاکتورهای خطر است که می‌تواند نشان دهنده اقدام برای خودکشی در آینده باشد. در بخشی از این مقاله آمده: "یادگیری ماشین - پیشگام آیندهٔ هوش مصنوعی - می‌تواند با دقت ۸۰٪ تا ۹۰٪ پیش‌بینی کند که آیا فردی به مدت دو سال آینده اقدام خودکشی خواهد کرد یا خیر. حتی با نزدیکتر شدن به زمان خودکشی فرد، الگوریتم‌ها دقیق‌تر هم می‌شوند. برای مثال، زمانی که هوش مصنوعی بر روی بیماران یک بیمارستان تمرکز می‌کند، یک هفته قبل از اقدام به خودکشی دقت الگوریتم به ۹۲٪ افزایش پیدا می‌کند (۲۰۱۷)". تا این زمان، هوش مصنوعی نتوانسته‌است کاملاً جایگزین مددکاران اجتماعی شود، اما ماشینهای الگوریتمی مانند آنچه که در بالا توضیح داده شد، می‌تواند منافع باور نکردنی برای مددکاران اجتماعی داشته باشد. کار اجتماعی در چرخه‌ای از تعامل، مداخله و ارزیابی با مراقبت‌گیرنده‌ها عمل می‌کند. این تکنولوژی می‌تواند با ارزیابی خطر ابتلا به خودکشی موجب دخالت و پیش‌گیری و در نتیجه، نجات جان انسان‌ها شود. امید این محققان این است که این تکنولوژی در سیستم بهداشتی مدرن پیاده‌سازی شود. این سیستم با یادگیری، تجزیه و تحلیل و شناسایی عوامل خطر پزشک را از احتمال خودکشی آگاه می‌کند (مشابه ریسک ابتلا به بیماری قلبی عروقی). در حال حاضر، مددکاران اجتماعی می‌توانند برای ارزیابی بیشتر و مداخله پیشگیرانه اقدام کنند.

## فهرست منابع
1. ↑  Jan-Philipp Stein; Peter Ohler (2017). "Venturing into the uncanny valley of mind—The influence of mind attribution on the acceptance of human-like characters in a virtual reality setting". Cognition (به انگلیسی). 160: 43–50. doi:10.1016/j.cognition.2016.12.010. ISSN 0010-0277.
2. 1 2  Bert Baumgaertner; Astrid Weiss (26 February 2014). "Do Emotions Matter in the Ethics of Human-Robot Interaction?" (PDF). European Community’s Seventh Framework Programme (FP7/2007-2013) under grant agreement No. 288146 (“HOBBIT”); and the Austrian Science Foundation (FWF) under grant agreement T623-N23 (“V4HRC”) – via direct download. {{cite journal}}: Cite journal requires |journal= (help)
3. ↑  Minoru Asada (14 February 2014). "Affective Developmental Robotics" (PDF). Osaka, Japan: Dept. of Adaptive Machine Systems, Graduate School of Engineering, Osaka University – via direct download. {{cite journal}}: Cite journal requires |journal= (help)
4. ↑  Luisa Damiano; Paul Dumouchel; Hagen Lehmann (6 February 2014). "Artificial Empathy: An Interdisciplinary Investigation" (PDF). IJSR. Archived from the original (PDF) on 29 January 2019. Retrieved 28 January 2019 – via direct download. {{cite journal}}: Cite journal requires |journal= (help)